# Lista över fornlämningar i Mariestads kommun
Lista över fornlämningar i Mariestads kommun är en förteckning av ett urval av de fornlämningar som finns i Mariestads kommun.

## Berga
| Namn       | Lämningstyp  | Tillkomsttid | Historisk indelning  | Plats | Läge                 | ID-nr          | Bild                                 |
| ---------- | ------------ | ------------ | -------------------- | ----- | -------------------- | -------------- | ------------------------------------ |
| Berga 1:1  | Stensättning |              | Berga, Västergötland |       | 58.760484, 13.906894 | 10185100010001 | Ladda upp en bild av detta fornminne |
| Berga 2:1  | Gravfält     |              | Berga, Västergötland |       | 58.751739, 13.914613 | 10185100020001 | Ladda upp en bild av detta fornminne |
| Berga 3:1  | Runristning  |              | Berga, Västergötland |       | 58.747972, 13.898160 | 10185100030001 | Ladda upp en bild av detta fornminne |
| Berga 4:1  | Stensättning |              | Berga, Västergötland |       | 58.737288, 13.917900 | 10185100040001 | Ladda upp en bild av detta fornminne |
| Berga 4:2  | Stensättning |              | Berga, Västergötland |       | 58.737663, 13.918155 | 10185100040002 | Ladda upp en bild av detta fornminne |
| Berga 5:1  | Gravfält     |              | Berga, Västergötland |       | 58.738275, 13.917526 | 10185100050001 | Ladda upp en bild av detta fornminne |
| Berga 7:1  | Stensättning |              | Berga, Västergötland |       | 58.737036, 13.910601 | 10185100070001 | Ladda upp en bild av detta fornminne |
| Berga 7:2  | Stensättning |              | Berga, Västergötland |       | 58.736919, 13.910652 | 10185100070002 | Ladda upp en bild av detta fornminne |
| Berga 7:3  | Stensättning |              | Berga, Västergötland |       | 58.736949, 13.910445 | 10185100070003 | Ladda upp en bild av detta fornminne |
| Berga 8:1  | Hällristning |              | Berga, Västergötland |       | 58.738286, 13.906569 | 10185100080001 | Ladda upp en bild av detta fornminne |
| Berga 13:1 | Gravfält     |              | Berga, Västergötland |       | 58.716568, 13.902192 | 10185100130001 | Ladda upp en bild av detta fornminne |
| Berga 23:1 | Stensättning |              | Berga, Västergötland |       | 58.779139, 13.912752 | 10185100230001 | Ladda upp en bild av detta fornminne |
| Berga 26:1 | Hällristning |              | Berga, Västergötland |       | 58.716034, 13.910492 | 10185100260001 | Ladda upp en bild av detta fornminne |

## Björsäter
| Namn           | Lämningstyp  | Tillkomsttid | Historisk indelning      | Plats | Läge                 | ID-nr          | Bild                                 |
| -------------- | ------------ | ------------ | ------------------------ | ----- | -------------------- | -------------- | ------------------------------------ |
| Björsäter 8:1  | Hällristning |              | Björsäter, Västergötland |       | 58.645306, 13.701288 | 10185800080001 | Ladda upp en bild av detta fornminne |
| Björsäter 16:1 | Gravfält     |              | Björsäter, Västergötland |       | 58.651525, 13.679683 | 10185800160001 | Ladda upp en bild av detta fornminne |
| Björsäter 21:1 | Stensättning |              | Björsäter, Västergötland |       | 58.666687, 13.652442 | 10185800210001 | Ladda upp en bild av detta fornminne |
| Björsäter 22:1 | Stensättning |              | Björsäter, Västergötland |       | 58.659115, 13.651556 | 10185800220001 | Ladda upp en bild av detta fornminne |
| Björsäter 23:1 | Stensättning |              | Björsäter, Västergötland |       | 58.659546, 13.650990 | 10185800230001 | Ladda upp en bild av detta fornminne |
| Björsäter 24:1 | Gravfält     |              | Björsäter, Västergötland |       | 58.666405, 13.653654 | 10185800240001 | Ladda upp en bild av detta fornminne |
| Björsäter 25:1 | Gravfält     |              | Björsäter, Västergötland |       | 58.676464, 13.624255 | 10185800250001 | Ladda upp en bild av detta fornminne |
| Björsäter 26:1 | Gravfält     |              | Björsäter, Västergötland |       | 58.669863, 13.633343 | 10185800260001 | Ladda upp en bild av detta fornminne |
| Björsäter 30:1 | Hög          |              | Björsäter, Västergötland |       | 58.652321, 13.680464 | 10185800300001 | Ladda upp en bild av detta fornminne |
| Björsäter 30:2 | Stensättning |              | Björsäter, Västergötland |       | 58.652002, 13.680089 | 10185800300002 | Ladda upp en bild av detta fornminne |
| Björsäter 33:1 | Gravfält     |              | Björsäter, Västergötland |       | 58.658962, 13.651041 | 10185800330001 | Ladda upp en bild av detta fornminne |
| Björsäter 34:1 | Stensättning |              | Björsäter, Västergötland |       | 58.676510, 13.663063 | 10185800340001 | Ladda upp en bild av detta fornminne |
| Björsäter 34:2 | Stensättning |              | Björsäter, Västergötland |       | 58.676240, 13.662436 | 10185800340002 | Ladda upp en bild av detta fornminne |
| Björsäter 34:3 | Stensättning |              | Björsäter, Västergötland |       | 58.675917, 13.661975 | 10185800340003 | Ladda upp en bild av detta fornminne |
| Björsäter 43:1 | Hällristning |              | Björsäter, Västergötland |       | 58.648006, 13.688187 | 10185800430001 | Ladda upp en bild av detta fornminne |
| Björsäter 46:1 | Stensättning |              | Björsäter, Västergötland |       | 58.652271, 13.730226 | 10185800460001 | Ladda upp en bild av detta fornminne |

## Bredsäter
| Namn           | Lämningstyp  | Tillkomsttid | Historisk indelning      | Plats | Läge                 | ID-nr          | Bild                                 |
| -------------- | ------------ | ------------ | ------------------------ | ----- | -------------------- | -------------- | ------------------------------------ |
| Bredsäter 4:1  | Stensättning |              | Bredsäter, Västergötland |       | 58.640246, 13.669100 | 10186200040001 | Ladda upp en bild av detta fornminne |
| Bredsäter 4:2  | Stensättning |              | Bredsäter, Västergötland |       | 58.640225, 13.668846 | 10186200040002 | Ladda upp en bild av detta fornminne |
| Bredsäter 8:1  | Stensättning |              | Bredsäter, Västergötland |       | 58.625639, 13.619644 | 10186200080001 | Ladda upp en bild av detta fornminne |
| Bredsäter 9:1  | Stensättning |              | Bredsäter, Västergötland |       | 58.624139, 13.606357 | 10186200090001 | Ladda upp en bild av detta fornminne |
| Bredsäter 11:1 | Fornborg     |              | Bredsäter, Västergötland |       | 58.652044, 13.647103 | 10186200110001 | Ladda upp en bild av detta fornminne |
| Bredsäter 12:1 | Stensättning |              | Bredsäter, Västergötland |       | 58.654306, 13.645121 | 10186200120001 | Ladda upp en bild av detta fornminne |
| Bredsäter 17:1 | Stensättning |              | Bredsäter, Västergötland |       | 58.652635, 13.645952 | 10186200170001 | Ladda upp en bild av detta fornminne |
| Bredsäter 21:1 | Hällristning |              | Bredsäter, Västergötland |       | 58.636339, 13.664350 | 10186200210001 | Ladda upp en bild av detta fornminne |
| Bredsäter 22:1 | Hällristning |              | Bredsäter, Västergötland |       | 58.643309, 13.673167 | 10186200220001 | Ladda upp en bild av detta fornminne |
| Bredsäter 23:1 | Stensättning |              | Bredsäter, Västergötland |       | 58.639548, 13.668492 | 10186200230001 | Ladda upp en bild av detta fornminne |
| Bredsäter 26:1 | Hällristning |              | Bredsäter, Västergötland |       | 58.646141, 13.677753 | 10186200260001 | Ladda upp en bild av detta fornminne |
| Bredsäter 27:1 | Hällristning |              | Bredsäter, Västergötland |       | 58.645505, 13.678943 | 10186200270001 | Ladda upp en bild av detta fornminne |
| Bredsäter 35:1 | Hällristning |              | Bredsäter, Västergötland |       | 58.644716, 13.672910 | 10186200350001 | Ladda upp en bild av detta fornminne |

## Ek
| Namn                 | Lämningstyp  | Tillkomsttid | Historisk indelning | Plats | Läge                 | ID-nr          | Bild                                      |
| -------------------- | ------------ | ------------ | ------------------- | ----- | -------------------- | -------------- | ----------------------------------------- |
| Kungsbacken (Ek 1:1) | Runristning  |              | Ek, Västergötland   |       | 58.629885, 13.821423 | 10187900010001 | Ladda upp en till bild av detta fornminne |
| Ek 18:1              | Stensättning |              | Ek, Västergötland   |       | 58.600982, 13.802087 | 10187900180001 | Ladda upp en bild av detta fornminne      |
| Ek 21:1              | Gravfält     |              | Ek, Västergötland   |       | 58.612938, 13.809601 | 10187900210001 | Ladda upp en bild av detta fornminne      |
| Guldkullen (Ek 35:1) | Hög          |              | Ek, Västergötland   |       | 58.609315, 13.815643 | 10187900350001 | Ladda upp en bild av detta fornminne      |

## Ekby
| Namn                          | Lämningstyp                 | Tillkomsttid | Historisk indelning | Plats | Läge                 | ID-nr          | Bild                                 |
| ----------------------------- | --------------------------- | ------------ | ------------------- | ----- | -------------------- | -------------- | ------------------------------------ |
| Pingstavall (Ekby 3:1)        | Stensättning                |              | Ekby, Västergötland |       | 58.616223, 13.875031 | 10188000030001 | Ladda upp en bild av detta fornminne |
| Ekby 6:1                      | Hällristning                |              | Ekby, Västergötland |       | 58.619363, 13.881603 | 10188000060001 | Ladda upp en bild av detta fornminne |
| Ekby 10:1                     | Gravfält                    |              | Ekby, Västergötland |       | 58.629820, 13.867446 | 10188000100001 | Ladda upp en bild av detta fornminne |
| Ekby 16:1                     | Stensättning                |              | Ekby, Västergötland |       | 58.607888, 13.871169 | 10188000160001 | Ladda upp en bild av detta fornminne |
| Ekby 26:1                     | Grav markerad av sten/block |              | Ekby, Västergötland |       | 58.610735, 13.872841 | 10188000260001 | Ladda upp en bild av detta fornminne |
| Ekby 26:2                     | Hög                         |              | Ekby, Västergötland |       | 58.610529, 13.872741 | 10188000260002 | Ladda upp en bild av detta fornminne |
| Ekby 27:1                     | Stensättning                |              | Ekby, Västergötland |       | 58.629630, 13.893173 | 10188000270001 | Ladda upp en bild av detta fornminne |
| "Svälltutabacken" (Ekby 29:1) | Gravfält                    |              | Ekby, Västergötland |       | 58.621694, 13.875670 | 10188000290001 | Ladda upp en bild av detta fornminne |
| Ekby 33:1                     | Röse                        |              | Ekby, Västergötland |       | 58.567195, 13.782334 | 10188000330001 | Ladda upp en bild av detta fornminne |
| Kungahallen (Ekby 35:1)       | Runristning                 |              | Ekby, Västergötland |       | 58.593438, 13.899890 | 10188000350001 | Ladda upp en bild av detta fornminne |

## Enåsa
| Namn                                   | Lämningstyp  | Tillkomsttid | Historisk indelning  | Plats | Läge                 | ID-nr          | Bild                                 |
| -------------------------------------- | ------------ | ------------ | -------------------- | ----- | -------------------- | -------------- | ------------------------------------ |
| Enåsa 1:1                              | Gravfält     |              | Enåsa, Västergötland |       | 58.801314, 13.974936 | 10188300010001 | Ladda upp en bild av detta fornminne |
| Surö bokskog (Naturreserv (Enåsa 26:1) | Stensättning |              | Enåsa, Västergötland |       | 58.820176, 13.947280 | 10188300260001 | Ladda upp en bild av detta fornminne |

## Färed
| Namn       | Lämningstyp                 | Tillkomsttid | Historisk indelning  | Plats | Läge                 | ID-nr          | Bild                                 |
| ---------- | --------------------------- | ------------ | -------------------- | ----- | -------------------- | -------------- | ------------------------------------ |
| Färed 1:1  | Grav markerad av sten/block |              | Färed, Västergötland |       | 58.737841, 14.018103 | 10190600010001 | Ladda upp en bild av detta fornminne |
| Färed 1:3  | Grav markerad av sten/block |              | Färed, Västergötland |       | 58.737800, 14.017980 | 10190600010003 | Ladda upp en bild av detta fornminne |
| Färed 3:1  | Stenkrets                   |              | Färed, Västergötland |       | 58.736230, 14.027639 | 10190600030001 | Ladda upp en bild av detta fornminne |
| Färed 3:2  | Stenkrets                   |              | Färed, Västergötland |       | 58.736340, 14.027662 | 10190600030002 | Ladda upp en bild av detta fornminne |
| Färed 3:3  | Stenkrets                   |              | Färed, Västergötland |       | 58.736218, 14.027855 | 10190600030003 | Ladda upp en bild av detta fornminne |
| Färed 4:1  | Röse                        |              | Färed, Västergötland |       | 58.735155, 14.028681 | 10190600040001 | Ladda upp en bild av detta fornminne |
| Färed 5:1  | Stenkrets                   |              | Färed, Västergötland |       | 58.735332, 14.028462 | 10190600050001 | Ladda upp en bild av detta fornminne |
| Färed 8:1  | Gravfält                    |              | Färed, Västergötland |       | 58.727261, 14.021886 | 10190600080001 | Ladda upp en bild av detta fornminne |
| Färed 12:1 | Stensättning                |              | Färed, Västergötland |       | 58.708283, 14.000820 | 10190600120001 | Ladda upp en bild av detta fornminne |
| Färed 19:1 | Hällristning                |              | Färed, Västergötland |       | 58.744535, 14.036072 | 10190600190001 | Ladda upp en bild av detta fornminne |
| Färed 19:2 | Hällristning                |              | Färed, Västergötland |       | 58.744525, 14.035954 | 10190600190002 | Ladda upp en bild av detta fornminne |
| Färed 19:3 | Hällristning                |              | Färed, Västergötland |       | 58.744581, 14.035948 | 10190600190003 | Ladda upp en bild av detta fornminne |
| Färed 20:1 | Stensättning                |              | Färed, Västergötland |       | 58.744824, 14.034851 | 10190600200001 | Ladda upp en bild av detta fornminne |
| Färed 22:1 | Gravfält                    |              | Färed, Västergötland |       | 58.741771, 14.031319 | 10190600220001 | Ladda upp en bild av detta fornminne |
| Färed 23:1 | Stenkrets                   |              | Färed, Västergötland |       | 58.741804, 14.028612 | 10190600230001 | Ladda upp en bild av detta fornminne |
| Färed 24:1 | Hällristning                |              | Färed, Västergötland |       | 58.745365, 14.027146 | 10190600240001 | Ladda upp en bild av detta fornminne |
| Färed 25:1 | Hällristning                |              | Färed, Västergötland |       | 58.721884, 13.999703 | 10190600250001 | Ladda upp en bild av detta fornminne |
| Färed 26:2 | Stensättning                |              | Färed, Västergötland |       | 58.718507, 14.002367 | 10190600260002 | Ladda upp en bild av detta fornminne |
| Färed 27:1 | Hällristning                |              | Färed, Västergötland |       | 58.740045, 14.026495 | 10190600270001 | Ladda upp en bild av detta fornminne |
| Färed 33:1 | Stenkrets                   |              | Färed, Västergötland |       | 58.742255, 14.028530 | 10190600330001 | Ladda upp en bild av detta fornminne |
| Färed 33:2 | Stenkrets                   |              | Färed, Västergötland |       | 58.742138, 14.028424 | 10190600330002 | Ladda upp en bild av detta fornminne |

## Hassle
| Namn                      | Lämningstyp                 | Tillkomsttid | Historisk indelning   | Plats | Läge                 | ID-nr          | Bild                                      |
| ------------------------- | --------------------------- | ------------ | --------------------- | ----- | -------------------- | -------------- | ----------------------------------------- |
| Hassle 1:1                | Stenkrets                   |              | Hassle, Västergötland |       | 58.737014, 13.925324 | 10192200010001 | Ladda upp en bild av detta fornminne      |
| Hassle 7:1                | Stensättning                |              | Hassle, Västergötland |       | 58.755012, 13.930686 | 10192200070001 | Ladda upp en bild av detta fornminne      |
| Hassle 8:1                | Stensättning                |              | Hassle, Västergötland |       | 58.760088, 13.926468 | 10192200080001 | Ladda upp en bild av detta fornminne      |
| Odins Nålar (Hassle 14:1) | Gravfält                    |              | Hassle, Västergötland |       | 58.764125, 13.946096 | 10192200140001 | Ladda upp en bild av detta fornminne      |
| Hassle 17:1               | Stensättning                |              | Hassle, Västergötland |       | 58.762955, 13.943187 | 10192200170001 | Ladda upp en bild av detta fornminne      |
| Hassle 18:1               | Grav markerad av sten/block |              | Hassle, Västergötland |       | 58.772183, 13.955262 | 10192200180001 | Ladda upp en bild av detta fornminne      |
| Hassle 18:2               | Grav markerad av sten/block |              | Hassle, Västergötland |       | 58.772257, 13.955164 | 10192200180002 | Ladda upp en bild av detta fornminne      |
| Hassle 18:3               | Grav markerad av sten/block |              | Hassle, Västergötland |       | 58.772173, 13.955069 | 10192200180003 | Ladda upp en bild av detta fornminne      |
| Hassle 20:1               | Hög                         |              | Hassle, Västergötland |       | 58.779141, 13.953611 | 10192200200001 | Ladda upp en bild av detta fornminne      |
| Hassle 25:1               | Röse                        |              | Hassle, Västergötland |       | 58.782590, 13.863705 | 10192200250001 | Ladda upp en bild av detta fornminne      |
| Hassle 25:2               | Stensättning                |              | Hassle, Västergötland |       | 58.782554, 13.864016 | 10192200250002 | Ladda upp en bild av detta fornminne      |
| Hassle 25:3               | Stensättning                |              | Hassle, Västergötland |       | 58.782680, 13.863939 | 10192200250003 | Ladda upp en bild av detta fornminne      |
| Hassle 26:1               | Stensättning                |              | Hassle, Västergötland |       | 58.781986, 13.864031 | 10192200260001 | Ladda upp en bild av detta fornminne      |
| Hassle 27:1               | Röse                        |              | Hassle, Västergötland |       | 58.815986, 13.901399 | 10192200270001 | Ladda upp en bild av detta fornminne      |
| Hassle 48:1               | Hög                         |              | Hassle, Västergötland |       | 58.779311, 13.954009 | 10192200480001 | Ladda upp en bild av detta fornminne      |
| Hassle 50:1               | Gravfält                    |              | Hassle, Västergötland |       | 58.756955, 13.959986 | 10192200500001 | Ladda upp en till bild av detta fornminne |
| Hassle 52:1               | Gravfält                    |              | Hassle, Västergötland |       | 58.757729, 13.959685 | 10192200520001 | Ladda upp en bild av detta fornminne      |
| Hassle 54:1               | Stensättning                |              | Hassle, Västergötland |       | 58.759313, 13.960355 | 10192200540001 | Ladda upp en bild av detta fornminne      |
| Hassle 54:2               | Stensättning                |              | Hassle, Västergötland |       | 58.759179, 13.960445 | 10192200540002 | Ladda upp en bild av detta fornminne      |
| Hassle 54:3               | Stensättning                |              | Hassle, Västergötland |       | 58.759051, 13.960432 | 10192200540003 | Ladda upp en bild av detta fornminne      |
| Hassle 55:1               | Stensättning                |              | Hassle, Västergötland |       | 58.759508, 13.960840 | 10192200550001 | Ladda upp en bild av detta fornminne      |
| Hassle 57:1               | Gravfält                    |              | Hassle, Västergötland |       | 58.757685, 13.963269 | 10192200570001 | Ladda upp en bild av detta fornminne      |
| Hassle 58:1               | Stenkrets                   |              | Hassle, Västergötland |       | 58.758167, 13.963533 | 10192200580001 | Ladda upp en bild av detta fornminne      |
| Korsbacken (Hassle 71:1)  | Stensättning                |              | Hassle, Västergötland |       | 58.765202, 13.945135 | 10192200710001 | Ladda upp en bild av detta fornminne      |

## Leksberg
| Namn                      | Lämningstyp                 | Tillkomsttid | Historisk indelning     | Plats | Läge                 | ID-nr          | Bild                                      |
| ------------------------- | --------------------------- | ------------ | ----------------------- | ----- | -------------------- | -------------- | ----------------------------------------- |
| Leksberg 3:1              | Gravfält                    |              | Leksberg, Västergötland |       | 58.705298, 13.802235 | 10196900030001 | Ladda upp en bild av detta fornminne      |
| Leksberg 4:1              | Gravfält                    |              | Leksberg, Västergötland |       | 58.711584, 13.799429 | 10196900040001 | Ladda upp en till bild av detta fornminne |
| Leksberg 4:2              | Gravfält                    |              | Leksberg, Västergötland |       | 58.711483, 13.800336 | 10196900040002 | Ladda upp en bild av detta fornminne      |
| Leksberg 10:1             | Grav markerad av sten/block |              | Leksberg, Västergötland |       | 58.691054, 13.779260 | 10196900100001 | Ladda upp en bild av detta fornminne      |
| Leksberg 10:2             | Grav markerad av sten/block |              | Leksberg, Västergötland |       | 58.691135, 13.779087 | 10196900100002 | Ladda upp en bild av detta fornminne      |
| Leksberg 11:1             | Stenkammargrav              |              | Leksberg, Västergötland |       | 58.690822, 13.780039 | 10196900110001 | Ladda upp en bild av detta fornminne      |
| Leksberg 13:1             | Runristning                 |              | Leksberg, Västergötland |       | 58.683865, 13.812793 | 10196900130001 | Ladda upp en till bild av detta fornminne |
| Leksberg 14:1             | Runristning                 |              | Leksberg, Västergötland |       | 58.683624, 13.813500 | 10196900140001 | Ladda upp en till bild av detta fornminne |
| Leksberg 15:1             | Runristning                 |              | Leksberg, Västergötland |       | 58.683216, 13.813708 | 10196900150001 | Ladda upp en till bild av detta fornminne |
| Leksberg 18:1             | Stenkrets                   |              | Leksberg, Västergötland |       | 58.686597, 13.784486 | 10196900180001 | Ladda upp en bild av detta fornminne      |
| Leksberg 20:1             | Runristning                 |              | Leksberg, Västergötland |       | 58.675910, 13.807453 | 10196900200001 | Ladda upp en till bild av detta fornminne |
| Leksberg 22:1             | Stensättning                |              | Leksberg, Västergötland |       | 58.674285, 13.807499 | 10196900220001 | Ladda upp en bild av detta fornminne      |
| Leksberg 22:2             | Stensättning                |              | Leksberg, Västergötland |       | 58.674175, 13.807616 | 10196900220002 | Ladda upp en bild av detta fornminne      |
| Leksberg 23:1             | Gravfält                    |              | Leksberg, Västergötland |       | 58.673078, 13.807718 | 10196900230001 | Ladda upp en bild av detta fornminne      |
| Leksberg 24:1             | Grav markerad av sten/block |              | Leksberg, Västergötland |       | 58.671849, 13.807399 | 10196900240001 | Ladda upp en bild av detta fornminne      |
| Leksberg 24:2             | Grav markerad av sten/block |              | Leksberg, Västergötland |       | 58.671787, 13.807461 | 10196900240002 | Ladda upp en bild av detta fornminne      |
| Leksberg 25:1             | Stensättning                |              | Leksberg, Västergötland |       | 58.670735, 13.808139 | 10196900250001 | Ladda upp en bild av detta fornminne      |
| Leksberg 25:2             | Stensättning                |              | Leksberg, Västergötland |       | 58.670649, 13.808240 | 10196900250002 | Ladda upp en bild av detta fornminne      |
| Leksberg 26:1             | Stensättning                |              | Leksberg, Västergötland |       | 58.670243, 13.809976 | 10196900260001 | Ladda upp en bild av detta fornminne      |
| Leksberg 26:2             | Stensättning                |              | Leksberg, Västergötland |       | 58.670143, 13.810002 | 10196900260002 | Ladda upp en bild av detta fornminne      |
| Leksberg 26:3             | Stensättning                |              | Leksberg, Västergötland |       | 58.670030, 13.810025 | 10196900260003 | Ladda upp en bild av detta fornminne      |
| Leksberg 27:1             | Hög                         |              | Leksberg, Västergötland |       | 58.667854, 13.808762 | 10196900270001 | Ladda upp en bild av detta fornminne      |
| Nolgården (Leksberg 30:1) | Runristning                 |              | Leksberg, Västergötland |       | 58.671550, 13.819110 | 10196900300001 | Ladda upp en till bild av detta fornminne |
| Leksberg 32:2             | Kyrka/kapell                |              | Leksberg, Västergötland |       | 58.670268, 13.822448 | 10196900320002 | Ladda upp en bild av detta fornminne      |
| Leksberg 32:3             | Begravningsplats            |              | Leksberg, Västergötland |       | 58.670112, 13.821782 | 10196900320003 | Ladda upp en bild av detta fornminne      |
| Leksberg 33:1             | Runristning                 |              | Leksberg, Västergötland |       | 58.664368, 13.812229 | 10196900330001 | Ladda upp en bild av detta fornminne      |
| Leksberg 34:1             | Grav markerad av sten/block |              | Leksberg, Västergötland |       | 58.664266, 13.815610 | 10196900340001 | Ladda upp en bild av detta fornminne      |
| Leksberg 35:1             | Stenkrets                   |              | Leksberg, Västergötland |       | 58.656233, 13.817274 | 10196900350001 | Ladda upp en bild av detta fornminne      |
| Leksberg 35:2             | Stenkrets                   |              | Leksberg, Västergötland |       | 58.656481, 13.817395 | 10196900350002 | Ladda upp en bild av detta fornminne      |
| Leksberg 35:3             | Stenkrets                   |              | Leksberg, Västergötland |       | 58.656626, 13.817460 | 10196900350003 | Ladda upp en bild av detta fornminne      |
| Leksberg 37:1             | Stenkrets                   |              | Leksberg, Västergötland |       | 58.671376, 13.794432 | 10196900370001 | Ladda upp en bild av detta fornminne      |
| Leksberg 37:2             | Stenkrets                   |              | Leksberg, Västergötland |       | 58.670989, 13.793930 | 10196900370002 | Ladda upp en bild av detta fornminne      |
| Leksberg 38:2             | Stensättning                |              | Leksberg, Västergötland |       | 58.672067, 13.794468 | 10196900380002 | Ladda upp en bild av detta fornminne      |
| Leksberg 50:1             | Gravfält                    |              | Leksberg, Västergötland |       | 58.650828, 13.799517 | 10196900500001 | Ladda upp en bild av detta fornminne      |
| Leksberg 51:1             | Stenkrets                   |              | Leksberg, Västergötland |       | 58.654090, 13.820319 | 10196900510001 | Ladda upp en bild av detta fornminne      |
| Leksberg 52:1             | Minnesmärke                 |              | Leksberg, Västergötland |       | 58.691694, 13.823660 | 10196900520001 | Ladda upp en bild av detta fornminne      |
| Leksberg 75:1             | Gravfält                    |              | Leksberg, Västergötland |       | 58.653523, 13.821460 | 10196900750001 | Ladda upp en bild av detta fornminne      |
| Leksberg 88               | Stensättning                |              | Leksberg, Västergötland |       | 58.661838, 13.820937 | 12000000065279 | Ladda upp en bild av detta fornminne      |

## Lugnås
| Namn                   | Lämningstyp | Tillkomsttid | Historisk indelning   | Plats | Läge                 | ID-nr          | Bild                                 |
| ---------------------- | ----------- | ------------ | --------------------- | ----- | -------------------- | -------------- | ------------------------------------ |
| Tärneborg (Lugnås 8:1) | Fornborg    |              | Lugnås, Västergötland |       | 58.576241, 13.709872 | 10197800080001 | Ladda upp en bild av detta fornminne |
| Lugnås 64:1            | Hög         |              | Lugnås, Västergötland |       | 58.614810, 13.719390 | 10197800640001 | Ladda upp en bild av detta fornminne |

## Lyrestad
| Namn                                         | Lämningstyp                 | Tillkomsttid | Historisk indelning     | Plats | Läge                 | ID-nr          | Bild                                 |
| -------------------------------------------- | --------------------------- | ------------ | ----------------------- | ----- | -------------------- | -------------- | ------------------------------------ |
| Kung Runes grav (Lyrestad 1:1)               | Stenkrets                   |              | Lyrestad, Västergötland |       | 58.802424, 14.036509 | 10198000010001 | Ladda upp en bild av detta fornminne |
| Kung Runes grav (Lyrestad 1:2)               | Stensättning                |              | Lyrestad, Västergötland |       | 58.802592, 14.036808 | 10198000010002 | Ladda upp en bild av detta fornminne |
| Lyrestad 4:1                                 | Stensättning                |              | Lyrestad, Västergötland |       | 58.800246, 14.092252 | 10198000040001 | Ladda upp en bild av detta fornminne |
| Lyrestad 4:2                                 | Stensättning                |              | Lyrestad, Västergötland |       | 58.800154, 14.092408 | 10198000040002 | Ladda upp en bild av detta fornminne |
| Lyrestad 4:3                                 | Stenkrets                   |              | Lyrestad, Västergötland |       | 58.800053, 14.092742 | 10198000040003 | Ladda upp en bild av detta fornminne |
| Kungastenen (Lyrestad 6:1)                   | Minnesmärke                 |              | Lyrestad, Västergötland |       | 58.806373, 14.091129 | 10198000060001 | Ladda upp en bild av detta fornminne |
| Kvarnberget (Lyrestad 9:1)                   | Fornborg                    |              | Lyrestad, Västergötland |       | 58.787428, 14.073969 | 10198000090001 | Ladda upp en bild av detta fornminne |
| Lyrestad 18:1                                | Stenkrets                   |              | Lyrestad, Västergötland |       | 58.788991, 14.085956 | 10198000180001 | Ladda upp en bild av detta fornminne |
| Lyrestad 20:1                                | Stensättning                |              | Lyrestad, Västergötland |       | 58.793105, 14.087522 | 10198000200001 | Ladda upp en bild av detta fornminne |
| Lyrestad 20:2                                | Stensättning                |              | Lyrestad, Västergötland |       | 58.793014, 14.087560 | 10198000200002 | Ladda upp en bild av detta fornminne |
| Lyrestad 20:3                                | Grav markerad av sten/block |              | Lyrestad, Västergötland |       | 58.792985, 14.087805 | 10198000200003 | Ladda upp en bild av detta fornminne |
| Lyrestad 20:4                                | Stensättning                |              | Lyrestad, Västergötland |       | 58.792855, 14.087684 | 10198000200004 | Ladda upp en bild av detta fornminne |
| Lyrestad 21:1                                | Stenkrets                   |              | Lyrestad, Västergötland |       | 58.790733, 14.087728 | 10198000210001 | Ladda upp en bild av detta fornminne |
| Lyrestad 21:2                                | Stenkrets                   |              | Lyrestad, Västergötland |       | 58.790474, 14.087537 | 10198000210002 | Ladda upp en bild av detta fornminne |
| Lyrestad 23:1                                | Hög                         |              | Lyrestad, Västergötland |       | 58.789627, 14.097420 | 10198000230001 | Ladda upp en bild av detta fornminne |
| Lyrestad 23:2                                | Stensättning                |              | Lyrestad, Västergötland |       | 58.789765, 14.097404 | 10198000230002 | Ladda upp en bild av detta fornminne |
| Lyrestad 26:1                                | Stensättning                |              | Lyrestad, Västergötland |       | 58.816836, 14.111901 | 10198000260001 | Ladda upp en bild av detta fornminne |
| Lyrestad 26:2                                | Stensättning                |              | Lyrestad, Västergötland |       | 58.817108, 14.111831 | 10198000260002 | Ladda upp en bild av detta fornminne |
| Lyrestad 33:1                                | Stensättning                |              | Lyrestad, Västergötland |       | 58.802571, 14.101500 | 10198000330001 | Ladda upp en bild av detta fornminne |
| Lyrestad 33:2                                | Stenkrets                   |              | Lyrestad, Västergötland |       | 58.802445, 14.101393 | 10198000330002 | Ladda upp en bild av detta fornminne |
| Lyrestad 33:4                                | Stensättning                |              | Lyrestad, Västergötland |       | 58.802529, 14.101123 | 10198000330004 | Ladda upp en bild av detta fornminne |
| Lyrestad 39:1                                | Stensättning                |              | Lyrestad, Västergötland |       | 58.839061, 14.117730 | 10198000390001 | Ladda upp en bild av detta fornminne |
| Lyrestad 43:1                                | Stenkrets                   |              | Lyrestad, Västergötland |       | 58.860265, 14.121816 | 10198000430001 | Ladda upp en bild av detta fornminne |
| Lyrestad 43:2                                | Grav markerad av sten/block |              | Lyrestad, Västergötland |       | 58.860305, 14.121607 | 10198000430002 | Ladda upp en bild av detta fornminne |
| Lyrestad 43:3                                | Grav markerad av sten/block |              | Lyrestad, Västergötland |       | 58.860167, 14.121572 | 10198000430003 | Ladda upp en bild av detta fornminne |
| Kung Runes grav, Kungastenen (Lyrestad 69:1) | Runristning                 |              | Lyrestad, Västergötland |       | 58.809176, 14.030060 | 10198000690001 | Ladda upp en bild av detta fornminne |
| Lyrestad 75:1                                | Stenkrets                   |              | Lyrestad, Västergötland |       | 58.825149, 14.077900 | 10198000750001 | Ladda upp en bild av detta fornminne |
| Lyrestad 78:1                                | Gravfält                    |              | Lyrestad, Västergötland |       | 58.848256, 14.044974 | 10198000780001 | Ladda upp en bild av detta fornminne |
| Lyrestad 83:1                                | Begravningsplats            |              | Lyrestad, Västergötland |       | 58.834302, 13.986051 | 10198000830001 | Ladda upp en bild av detta fornminne |
| Lyrestad 84:1                                | Minnesmärke                 |              | Lyrestad, Västergötland |       | 58.835801, 13.975600 | 10198000840001 | Ladda upp en bild av detta fornminne |
| Lyrestad 95:1                                | Stensättning                |              | Lyrestad, Västergötland |       | 58.811444, 14.053614 | 10198000950001 | Ladda upp en bild av detta fornminne |
| Lyrestad 99:1                                | Stensättning                |              | Lyrestad, Västergötland |       | 58.800181, 14.079741 | 10198000990001 | Ladda upp en bild av detta fornminne |
| Lyrestad 113:1                               | Stensättning                |              | Lyrestad, Västergötland |       | 58.854370, 14.109670 | 10198001130001 | Ladda upp en bild av detta fornminne |
| Lyrestad 220                                 | Stenkrets                   |              | Lyrestad, Västergötland |       | 58.813616, 14.062545 | 12000000001777 | Ladda upp en bild av detta fornminne |

## Låstad
| Namn        | Lämningstyp                 | Tillkomsttid | Historisk indelning   | Plats | Läge                 | ID-nr          | Bild                                 |
| ----------- | --------------------------- | ------------ | --------------------- | ----- | -------------------- | -------------- | ------------------------------------ |
| Låstad 1:1  | Stensättning                |              | Låstad, Västergötland |       | 58.557476, 13.797421 | 10198100010001 | Ladda upp en bild av detta fornminne |
| Låstad 1:2  | Grav markerad av sten/block |              | Låstad, Västergötland |       | 58.557476, 13.797421 | 10198100010002 | Ladda upp en bild av detta fornminne |
| Låstad 1:4  | Stensättning                |              | Låstad, Västergötland |       | 58.558074, 13.797643 | 10198100010004 | Ladda upp en bild av detta fornminne |
| Låstad 5:1  | Stensättning                |              | Låstad, Västergötland |       | 58.545762, 13.835175 | 10198100050001 | Ladda upp en bild av detta fornminne |
| Låstad 15:1 | Stensättning                |              | Låstad, Västergötland |       | 58.545276, 13.829582 | 10198100150001 | Ladda upp en bild av detta fornminne |
| Låstad 16:1 | Hällristning                |              | Låstad, Västergötland |       | 58.536023, 13.783316 | 10198100160001 | Ladda upp en bild av detta fornminne |
| Låstad 23:1 | Stensättning                |              | Låstad, Västergötland |       | 58.544878, 13.836022 | 10198100230001 | Ladda upp en bild av detta fornminne |
| Låstad 27:1 | Hällristning                |              | Låstad, Västergötland |       | 58.555193, 13.838229 | 10198100270001 | Ladda upp en bild av detta fornminne |
| Låstad 28:1 | Hällristning                |              | Låstad, Västergötland |       | 58.552930, 13.837773 | 10198100280001 | Ladda upp en bild av detta fornminne |

## Mariestad
| Namn                      | Lämningstyp                 | Tillkomsttid | Historisk indelning      | Plats | Läge                 | ID-nr          | Bild                                      |
| ------------------------- | --------------------------- | ------------ | ------------------------ | ----- | -------------------- | -------------- | ----------------------------------------- |
| Mariestad 1:1             | Runristning                 |              | Mariestad, Västergötland |       | 58.688502, 13.828387 | 10198500010001 | Ladda upp en till bild av detta fornminne |
| Mariestad 2:1             | Gravfält                    |              | Mariestad, Västergötland |       | 58.689429, 13.826176 | 10198500020001 | Ladda upp en bild av detta fornminne      |
| Kilkesten (Mariestad 6:1) | Grav markerad av sten/block |              | Mariestad, Västergötland |       | 58.701563, 13.850960 | 10198500060001 | Ladda upp en bild av detta fornminne      |
| Mariestad 31:1            | Stensättning                |              | Mariestad, Västergötland |       | 58.694144, 13.826797 | 10198500310001 | Ladda upp en bild av detta fornminne      |

## Odensåker
| Namn                                     | Lämningstyp                      | Tillkomsttid | Historisk indelning      | Plats | Läge                 | ID-nr          | Bild                                 |
| ---------------------------------------- | -------------------------------- | ------------ | ------------------------ | ----- | -------------------- | -------------- | ------------------------------------ |
| Odensåker 6:1                            | Grav markerad av sten/block      |              | Odensåker, Västergötland |       | 58.551697, 13.864687 | 10200500060001 | Ladda upp en bild av detta fornminne |
| Odensåker 6:2                            | Grav markerad av sten/block      |              | Odensåker, Västergötland |       | 58.551423, 13.864927 | 10200500060002 | Ladda upp en bild av detta fornminne |
| Odensåker 6:3                            | Grav markerad av sten/block      |              | Odensåker, Västergötland |       | 58.551281, 13.864507 | 10200500060003 | Ladda upp en bild av detta fornminne |
| Odensåker 7:1                            | Stensättning                     |              | Odensåker, Västergötland |       | 58.555231, 13.875958 | 10200500070001 | Ladda upp en bild av detta fornminne |
| Odensåker 9:1                            | Gravfält                         |              | Odensåker, Västergötland |       | 58.554025, 13.878584 | 10200500090001 | Ladda upp en bild av detta fornminne |
| Riddarekullen (Odensåker 13:1)           | Stensättning                     |              | Odensåker, Västergötland |       | 58.561051, 13.893359 | 10200500130001 | Ladda upp en bild av detta fornminne |
| Odensåker 17:1                           | Gravfält                         |              | Odensåker, Västergötland |       | 58.535678, 13.866967 | 10200500170001 | Ladda upp en bild av detta fornminne |
| Odensåker 18:1                           | Gravfält                         |              | Odensåker, Västergötland |       | 58.535464, 13.867397 | 10200500180001 | Ladda upp en bild av detta fornminne |
| Stora Rör (Odensåker 19:1)               | Röse                             |              | Odensåker, Västergötland |       | 58.535530, 13.869437 | 10200500190001 | Ladda upp en bild av detta fornminne |
| Odensåker 20:1                           | Hög                              |              | Odensåker, Västergötland |       | 58.531428, 13.873302 | 10200500200001 | Ladda upp en bild av detta fornminne |
| Odensåker 20:2                           | Hällristning                     |              | Odensåker, Västergötland |       | 58.531428, 13.873302 | 10200500200002 | Ladda upp en bild av detta fornminne |
| Odensåker 21:1                           | Stensättning                     |              | Odensåker, Västergötland |       | 58.534438, 13.868656 | 10200500210001 | Ladda upp en bild av detta fornminne |
| Kungsbacken, Grimstenen (Odensåker 22:1) | Gravfält                         |              | Odensåker, Västergötland |       | 58.536722, 13.868756 | 10200500220001 | Ladda upp en bild av detta fornminne |
| Odensåker 23:1                           | Hög                              |              | Odensåker, Västergötland |       | 58.537707, 13.869661 | 10200500230001 | Ladda upp en bild av detta fornminne |
| Odensåker 24:1                           | Stensättning                     |              | Odensåker, Västergötland |       | 58.537018, 13.866149 | 10200500240001 | Ladda upp en bild av detta fornminne |
| Odensåker 25:1                           | Stensättning                     |              | Odensåker, Västergötland |       | 58.535985, 13.865614 | 10200500250001 | Ladda upp en bild av detta fornminne |
| Odensåker 26:1                           | Stensättning                     |              | Odensåker, Västergötland |       | 58.549294, 13.881211 | 10200500260001 | Ladda upp en bild av detta fornminne |
| Odensåker 26:2                           | Stensättning                     |              | Odensåker, Västergötland |       | 58.549351, 13.881396 | 10200500260002 | Ladda upp en bild av detta fornminne |
| Odensåker 26:3                           | Stensättning                     |              | Odensåker, Västergötland |       | 58.549053, 13.881312 | 10200500260003 | Ladda upp en bild av detta fornminne |
| Odensåker 26:4                           | Stensättning                     |              | Odensåker, Västergötland |       | 58.548962, 13.881266 | 10200500260004 | Ladda upp en bild av detta fornminne |
| Odensåker 26:5                           | Stensättning                     |              | Odensåker, Västergötland |       | 58.549017, 13.881847 | 10200500260005 | Ladda upp en bild av detta fornminne |
| Odensåker 30:1                           | Stensättning                     |              | Odensåker, Västergötland |       | 58.529340, 13.853175 | 10200500300001 | Ladda upp en bild av detta fornminne |
| Odensåker 32:1                           | Stensättning                     |              | Odensåker, Västergötland |       | 58.575936, 13.914819 | 10200500320001 | Ladda upp en bild av detta fornminne |
| Odensåker 34:1                           | Stensättning                     |              | Odensåker, Västergötland |       | 58.549393, 13.864936 | 10200500340001 | Ladda upp en bild av detta fornminne |
| Odensåker 35:1                           | Stensättning                     |              | Odensåker, Västergötland |       | 58.526081, 13.861108 | 10200500350001 | Ladda upp en bild av detta fornminne |
| Odensåker 37:1                           | Gravfält                         |              | Odensåker, Västergötland |       | 58.543949, 13.868502 | 10200500370001 | Ladda upp en bild av detta fornminne |
| Odensåker 38:1                           | Stensättning                     |              | Odensåker, Västergötland |       | 58.542546, 13.865782 | 10200500380001 | Ladda upp en bild av detta fornminne |
| Odensåker 39:1                           | Stensättning                     |              | Odensåker, Västergötland |       | 58.543683, 13.871945 | 10200500390001 | Ladda upp en bild av detta fornminne |
| Odensåker 39:2                           | Stensättning                     |              | Odensåker, Västergötland |       | 58.543809, 13.871954 | 10200500390002 | Ladda upp en bild av detta fornminne |
| Odensåker 41:1                           | Stensättning                     |              | Odensåker, Västergötland |       | 58.566214, 13.892013 | 10200500410001 | Ladda upp en bild av detta fornminne |
| Odensåker 41:2                           | Stensättning                     |              | Odensåker, Västergötland |       | 58.566232, 13.891820 | 10200500410002 | Ladda upp en bild av detta fornminne |
| Odensåker 41:3                           | Stensättning                     |              | Odensåker, Västergötland |       | 58.566124, 13.891857 | 10200500410003 | Ladda upp en bild av detta fornminne |
| Odensåker 43:1                           | Gravfält                         |              | Odensåker, Västergötland |       | 58.555189, 13.878388 | 10200500430001 | Ladda upp en bild av detta fornminne |
| Odensåker 44:1                           | Stensättning                     |              | Odensåker, Västergötland |       | 58.568432, 13.904873 | 10200500440001 | Ladda upp en bild av detta fornminne |
| Odensåker 45:1                           | Stensättning                     |              | Odensåker, Västergötland |       | 58.560469, 13.841053 | 10200500450001 | Ladda upp en bild av detta fornminne |
| Odensåker 54:1                           | Stensättning                     |              | Odensåker, Västergötland |       | 58.571044, 13.896237 | 10200500540001 | Ladda upp en bild av detta fornminne |
| Odensåker 55:1                           | Stensättning                     |              | Odensåker, Västergötland |       | 58.567868, 13.903643 | 10200500550001 | Ladda upp en bild av detta fornminne |
| Odensåker 57:1                           | Stensättning                     |              | Odensåker, Västergötland |       | 58.570451, 13.890503 | 10200500570001 | Ladda upp en bild av detta fornminne |
| Odensåker 57:2                           | Stensättning                     |              | Odensåker, Västergötland |       | 58.570339, 13.890562 | 10200500570002 | Ladda upp en bild av detta fornminne |
| Odensåker 57:3                           | Stensättning                     |              | Odensåker, Västergötland |       | 58.570216, 13.890633 | 10200500570003 | Ladda upp en bild av detta fornminne |
| Odensåker 57:4                           | Stensättning                     |              | Odensåker, Västergötland |       | 58.570329, 13.890364 | 10200500570004 | Ladda upp en bild av detta fornminne |
| Odensåker 59:1                           | Stensättning                     |              | Odensåker, Västergötland |       | 58.568062, 13.896689 | 10200500590001 | Ladda upp en bild av detta fornminne |
| Odensåker 60:1                           | Stensättning                     |              | Odensåker, Västergötland |       | 58.577388, 13.891827 | 10200500600001 | Ladda upp en bild av detta fornminne |
| Odensåker 60:2                           | Stensättning                     |              | Odensåker, Västergötland |       | 58.577376, 13.891638 | 10200500600002 | Ladda upp en bild av detta fornminne |
| Odensåker 60:3                           | Stensättning                     |              | Odensåker, Västergötland |       | 58.577491, 13.891662 | 10200500600003 | Ladda upp en bild av detta fornminne |
| Odensåker 60:4                           | Stensättning                     |              | Odensåker, Västergötland |       | 58.577295, 13.891985 | 10200500600004 | Ladda upp en bild av detta fornminne |
| Odensåker 68:1                           | Ristning, medeltid/historisk tid |              | Odensåker, Västergötland |       | 58.557924, 13.889586 | 10200500680001 | Ladda upp en bild av detta fornminne |
| Odensåker 72:1                           | Stensättning                     |              | Odensåker, Västergötland |       | 58.561647, 13.840066 | 10200500720001 | Ladda upp en bild av detta fornminne |
| Odensåker 81:1                           | Stenkrets                        |              | Odensåker, Västergötland |       | 58.528399, 13.858505 | 10200500810001 | Ladda upp en bild av detta fornminne |
| Odensåker 81:2                           | Stensättning                     |              | Odensåker, Västergötland |       | 58.528411, 13.858196 | 10200500810002 | Ladda upp en bild av detta fornminne |
| Odensåker 81:3                           | Stenkrets                        |              | Odensåker, Västergötland |       | 58.528389, 13.857957 | 10200500810003 | Ladda upp en bild av detta fornminne |
| Odensåker 81:4                           | Hällristning                     |              | Odensåker, Västergötland |       | 58.528701, 13.858332 | 10200500810004 | Ladda upp en bild av detta fornminne |
| Odensåker 89:1                           | Stensättning                     |              | Odensåker, Västergötland |       | 58.553510, 13.878764 | 10200500890001 | Ladda upp en bild av detta fornminne |
| Odensåker 97:1                           | Stensättning                     |              | Odensåker, Västergötland |       | 58.544216, 13.872616 | 10200500970001 | Ladda upp en bild av detta fornminne |

## Tidavad
| Namn         | Lämningstyp                      | Tillkomsttid | Historisk indelning    | Plats | Läge                 | ID-nr          | Bild                                 |
| ------------ | -------------------------------- | ------------ | ---------------------- | ----- | -------------------- | -------------- | ------------------------------------ |
| Tidavad 1:1  | Stensättning                     |              | Tidavad, Västergötland |       | 58.573984, 13.816401 | 10205900010001 | Ladda upp en bild av detta fornminne |
| Tidavad 1:2  | Stensättning                     |              | Tidavad, Västergötland |       | 58.573957, 13.816189 | 10205900010002 | Ladda upp en bild av detta fornminne |
| Tidavad 2:1  | Stenkrets                        |              | Tidavad, Västergötland |       | 58.574431, 13.816316 | 10205900020001 | Ladda upp en bild av detta fornminne |
| Tidavad 2:2  | Stenkrets                        |              | Tidavad, Västergötland |       | 58.574507, 13.816233 | 10205900020002 | Ladda upp en bild av detta fornminne |
| Tidavad 2:3  | Stenkrets                        |              | Tidavad, Västergötland |       | 58.574489, 13.815897 | 10205900020003 | Ladda upp en bild av detta fornminne |
| Tidavad 3:1  | Stensättning                     |              | Tidavad, Västergötland |       | 58.574604, 13.817061 | 10205900030001 | Ladda upp en bild av detta fornminne |
| Tidavad 4:1  | Gravfält                         |              | Tidavad, Västergötland |       | 58.576721, 13.817231 | 10205900040001 | Ladda upp en bild av detta fornminne |
| Tidavad 5:1  | Stenkrets                        |              | Tidavad, Västergötland |       | 58.588767, 13.850860 | 10205900050001 | Ladda upp en bild av detta fornminne |
| Tidavad 8:1  | Stenkrets                        |              | Tidavad, Västergötland |       | 58.587581, 13.883642 | 10205900080001 | Ladda upp en bild av detta fornminne |
| Tidavad 9:1  | Minnesmärke                      |              | Tidavad, Västergötland |       | 58.588967, 13.888953 | 10205900090001 | Ladda upp en bild av detta fornminne |
| Tidavad 11:1 | Stensättning                     |              | Tidavad, Västergötland |       | 58.575404, 13.818457 | 10205900110001 | Ladda upp en bild av detta fornminne |
| Tidavad 11:2 | Stensättning                     |              | Tidavad, Västergötland |       | 58.575402, 13.817534 | 10205900110002 | Ladda upp en bild av detta fornminne |
| Tidavad 19:1 | Ristning, medeltid/historisk tid |              | Tidavad, Västergötland |       | 58.583601, 13.858403 | 10205900190001 | Ladda upp en bild av detta fornminne |
| Tidavad 21:1 | Stensättning                     |              | Tidavad, Västergötland |       | 58.578499, 13.863939 | 10205900210001 | Ladda upp en bild av detta fornminne |
| Tidavad 22:1 | Stensättning                     |              | Tidavad, Västergötland |       | 58.578311, 13.858145 | 10205900220001 | Ladda upp en bild av detta fornminne |

## Torsö
| Namn                         | Lämningstyp                 | Tillkomsttid | Historisk indelning  | Plats | Läge                 | ID-nr          | Bild                                 |
| ---------------------------- | --------------------------- | ------------ | -------------------- | ----- | -------------------- | -------------- | ------------------------------------ |
| Torsö 1:1                    | Gravfält                    |              | Torsö, Västergötland |       | 58.762230, 13.800366 | 10206200010001 | Ladda upp en bild av detta fornminne |
| Torsö 2:1                    | Stenkrets                   |              | Torsö, Västergötland |       | 58.761177, 13.784094 | 10206200020001 | Ladda upp en bild av detta fornminne |
| Torsö 3:1                    | Röse                        |              | Torsö, Västergötland |       | 58.756600, 13.788875 | 10206200030001 | Ladda upp en bild av detta fornminne |
| Torsö 5:1                    | Gravfält                    |              | Torsö, Västergötland |       | 58.764442, 13.797415 | 10206200050001 | Ladda upp en bild av detta fornminne |
| Torsö 6:1                    | Gravfält                    |              | Torsö, Västergötland |       | 58.773608, 13.801303 | 10206200060001 | Ladda upp en bild av detta fornminne |
| Torsö 7:1                    | Hög                         |              | Torsö, Västergötland |       | 58.776399, 13.791453 | 10206200070001 | Ladda upp en bild av detta fornminne |
| Torsö 7:2                    | Hög                         |              | Torsö, Västergötland |       | 58.776497, 13.791343 | 10206200070002 | Ladda upp en bild av detta fornminne |
| Liars kulle (Torsö 8:1)      | Gravfält                    |              | Torsö, Västergötland |       | 58.786216, 13.792872 | 10206200080001 | Ladda upp en bild av detta fornminne |
| Torsö 9:1                    | Gravfält                    |              | Torsö, Västergötland |       | 58.784812, 13.793351 | 10206200090001 | Ladda upp en bild av detta fornminne |
| Torsö 10:1                   | Grav markerad av sten/block |              | Torsö, Västergötland |       | 58.788657, 13.803094 | 10206200100001 | Ladda upp en bild av detta fornminne |
| Torsö 11:1                   | Stenkrets                   |              | Torsö, Västergötland |       | 58.788791, 13.803903 | 10206200110001 | Ladda upp en bild av detta fornminne |
| Torsö 12:1                   | Stenkrets                   |              | Torsö, Västergötland |       | 58.788376, 13.803464 | 10206200120001 | Ladda upp en bild av detta fornminne |
| Torsö 14:1                   | Gravfält                    |              | Torsö, Västergötland |       | 58.789719, 13.800011 | 10206200140001 | Ladda upp en bild av detta fornminne |
| Torsö 15:1                   | Gravfält                    |              | Torsö, Västergötland |       | 58.783542, 13.808540 | 10206200150001 | Ladda upp en bild av detta fornminne |
| Torsö 16:1                   | Stenkrets                   |              | Torsö, Västergötland |       | 58.783659, 13.810942 | 10206200160001 | Ladda upp en bild av detta fornminne |
| Torsö 16:2                   | Stenkrets                   |              | Torsö, Västergötland |       | 58.783536, 13.810842 | 10206200160002 | Ladda upp en bild av detta fornminne |
| Torsö 16:3                   | Stenkrets                   |              | Torsö, Västergötland |       | 58.783549, 13.811104 | 10206200160003 | Ladda upp en bild av detta fornminne |
| Torsö 17:1                   | Stensättning                |              | Torsö, Västergötland |       | 58.786445, 13.812042 | 10206200170001 | Ladda upp en bild av detta fornminne |
| Torsö 17:2                   | Stensättning                |              | Torsö, Västergötland |       | 58.786377, 13.812140 | 10206200170002 | Ladda upp en bild av detta fornminne |
| Torsö 17:3                   | Stensättning                |              | Torsö, Västergötland |       | 58.786353, 13.811966 | 10206200170003 | Ladda upp en bild av detta fornminne |
| Torsö 18:1                   | Gravfält                    |              | Torsö, Västergötland |       | 58.792764, 13.850156 | 10206200180001 | Ladda upp en bild av detta fornminne |
| Torsö 19:1                   | Stensättning                |              | Torsö, Västergötland |       | 58.794001, 13.851263 | 10206200190001 | Ladda upp en bild av detta fornminne |
| Torsö 20:1                   | Stensättning                |              | Torsö, Västergötland |       | 58.797209, 13.849562 | 10206200200001 | Ladda upp en bild av detta fornminne |
| Torsö 20:2                   | Stensättning                |              | Torsö, Västergötland |       | 58.797339, 13.849463 | 10206200200002 | Ladda upp en bild av detta fornminne |
| Borängs borg (Torsö 21:1)    | Fornborg                    |              | Torsö, Västergötland |       | 58.821474, 13.869035 | 10206200210001 | Ladda upp en bild av detta fornminne |
| Torsö 24:1                   | Begravningsplats            |              | Torsö, Västergötland |       | 58.818151, 13.773016 | 10206200240001 | Ladda upp en bild av detta fornminne |
| Torsö 25:1                   | Stensättning                |              | Torsö, Västergötland |       | 58.776855, 13.814085 | 10206200250001 | Ladda upp en bild av detta fornminne |
| Torsö 25:2                   | Stensättning                |              | Torsö, Västergötland |       | 58.776763, 13.814088 | 10206200250002 | Ladda upp en bild av detta fornminne |
| Torsö 25:3                   | Stensättning                |              | Torsö, Västergötland |       | 58.776670, 13.814058 | 10206200250003 | Ladda upp en bild av detta fornminne |
| Torsö 25:4                   | Stensättning                |              | Torsö, Västergötland |       | 58.776930, 13.813797 | 10206200250004 | Ladda upp en bild av detta fornminne |
| Ön kallas Röret (Torsö 26:1) | Röse                        |              | Torsö, Västergötland |       | 58.749376, 13.782229 | 10206200260001 | Ladda upp en bild av detta fornminne |
| Kung Inges Hög (Torsö 27:1)  | Röse                        |              | Torsö, Västergötland |       | 58.769558, 13.772360 | 10206200270001 | Ladda upp en bild av detta fornminne |
| Torsö 28:1                   | Gravfält                    |              | Torsö, Västergötland |       | 58.769414, 13.771342 | 10206200280001 | Ladda upp en bild av detta fornminne |
| Torsö 29:1                   | Grav markerad av sten/block |              | Torsö, Västergötland |       | 58.768595, 13.771809 | 10206200290001 | Ladda upp en bild av detta fornminne |
| Torsö 29:2                   | Grav markerad av sten/block |              | Torsö, Västergötland |       | 58.768593, 13.771629 | 10206200290002 | Ladda upp en bild av detta fornminne |
| Torsö 29:3                   | Grav markerad av sten/block |              | Torsö, Västergötland |       | 58.768494, 13.771568 | 10206200290003 | Ladda upp en bild av detta fornminne |
| Torsö 30:1                   | Gravfält                    |              | Torsö, Västergötland |       | 58.768909, 13.768040 | 10206200300001 | Ladda upp en bild av detta fornminne |
| Folkeshögen (Torsö 31:1)     | Grav markerad av sten/block |              | Torsö, Västergötland |       | 58.766089, 13.769457 | 10206200310001 | Ladda upp en bild av detta fornminne |
| Torsö 33:1                   | Stensättning                |              | Torsö, Västergötland |       | 58.735810, 13.736032 | 10206200330001 | Ladda upp en bild av detta fornminne |
| Torsö 34:1                   | Stensättning                |              | Torsö, Västergötland |       | 58.733506, 13.734956 | 10206200340001 | Ladda upp en bild av detta fornminne |
| Torsö 34:2                   | Stensättning                |              | Torsö, Västergötland |       | 58.733591, 13.735063 | 10206200340002 | Ladda upp en bild av detta fornminne |
| Torsö 37:1                   | Stensättning                |              | Torsö, Västergötland |       | 58.735593, 13.736441 | 10206200370001 | Ladda upp en bild av detta fornminne |
| Torsö 39:1                   | Hällristning                |              | Torsö, Västergötland |       | 58.775703, 13.806149 | 10206200390001 | Ladda upp en bild av detta fornminne |
| Torsö 42:1                   | Stensättning                |              | Torsö, Västergötland |       | 58.758937, 13.797964 | 10206200420001 | Ladda upp en bild av detta fornminne |
| Torsö 46:1                   | Gravfält                    |              | Torsö, Västergötland |       | 58.773009, 13.815495 | 10206200460001 | Ladda upp en bild av detta fornminne |
| Torsö 47:1                   | Stensättning                |              | Torsö, Västergötland |       | 58.766847, 13.807948 | 10206200470001 | Ladda upp en bild av detta fornminne |
| Torsö 59:1                   | Stenkrets                   |              | Torsö, Västergötland |       | 58.784720, 13.795514 | 10206200590001 | Ladda upp en bild av detta fornminne |
| Torsö 60:1                   | Stenkrets                   |              | Torsö, Västergötland |       | 58.781375, 13.796500 | 10206200600001 | Ladda upp en bild av detta fornminne |
| Torsö 60:2                   | Stenkrets                   |              | Torsö, Västergötland |       | 58.781511, 13.796367 | 10206200600002 | Ladda upp en bild av detta fornminne |
| Torsö 74:1                   | Stensättning                |              | Torsö, Västergötland |       | 58.740310, 13.732285 | 10206200740001 | Ladda upp en bild av detta fornminne |
| Torsö 82:1                   | Stensättning                |              | Torsö, Västergötland |       | 58.751253, 13.716502 | 10206200820001 | Ladda upp en bild av detta fornminne |

## Ullervad
| Namn                       | Lämningstyp                 | Tillkomsttid | Historisk indelning     | Plats | Läge                 | ID-nr          | Bild                                 |
| -------------------------- | --------------------------- | ------------ | ----------------------- | ----- | -------------------- | -------------- | ------------------------------------ |
| Kungsbacken (Ullervad 2:1) | Grav markerad av sten/block |              | Ullervad, Västergötland |       | 58.663554, 13.833325 | 10207500020001 | Ladda upp en bild av detta fornminne |
| Ullervad 5:1               | Stensättning                |              | Ullervad, Västergötland |       | 58.631398, 13.834234 | 10207500050001 | Ladda upp en bild av detta fornminne |
| Ullervad 6:1               | Gravfält                    |              | Ullervad, Västergötland |       | 58.648116, 13.848271 | 10207500060001 | Ladda upp en bild av detta fornminne |
| Kottholmen (Ullervad 10:1) | Stenkrets                   |              | Ullervad, Västergötland |       | 58.663920, 13.859377 | 10207500100001 | Ladda upp en bild av detta fornminne |
| Ullervad 11:1              | Grav markerad av sten/block |              | Ullervad, Västergötland |       | 58.653758, 13.831978 | 10207500110001 | Ladda upp en bild av detta fornminne |
| Ullervad 11:2              | Grav markerad av sten/block |              | Ullervad, Västergötland |       | 58.653761, 13.831798 | 10207500110002 | Ladda upp en bild av detta fornminne |
| Ullervad 11:3              | Grav markerad av sten/block |              | Ullervad, Västergötland |       | 58.653684, 13.831704 | 10207500110003 | Ladda upp en bild av detta fornminne |
| Ullervad 14:1              | Hög                         |              | Ullervad, Västergötland |       | 58.662941, 13.861851 | 10207500140001 | Ladda upp en bild av detta fornminne |
| Ullervad 14:2              | Stensättning                |              | Ullervad, Västergötland |       | 58.663124, 13.862083 | 10207500140002 | Ladda upp en bild av detta fornminne |
| Ullervad 14:3              | Stensättning                |              | Ullervad, Västergötland |       | 58.663028, 13.861993 | 10207500140003 | Ladda upp en bild av detta fornminne |
| Ullervad 25:1              | Stenkrets                   |              | Ullervad, Västergötland |       | 58.668673, 13.868970 | 10207500250001 | Ladda upp en bild av detta fornminne |
| Ullervad 33:1              | Gravfält                    |              | Ullervad, Västergötland |       | 58.672302, 13.899599 | 10207500330001 | Ladda upp en bild av detta fornminne |
| Ullervad 39:1              | Stensättning                |              | Ullervad, Västergötland |       | 58.627668, 13.826043 | 10207500390001 | Ladda upp en bild av detta fornminne |
| Ullervad 39:2              | Stensättning                |              | Ullervad, Västergötland |       | 58.627691, 13.825632 | 10207500390002 | Ladda upp en bild av detta fornminne |
| Ullervad 46:1              | Hög                         |              | Ullervad, Västergötland |       | 58.666097, 13.864034 | 10207500460001 | Ladda upp en bild av detta fornminne |
| Ullervad 47:1              | Kyrka/kapell                |              | Ullervad, Västergötland |       | 58.665496, 13.864344 | 10207500470001 | Ladda upp en bild av detta fornminne |

## Utby
| Namn      | Lämningstyp  | Tillkomsttid | Historisk indelning | Plats | Läge                 | ID-nr          | Bild                                 |
| --------- | ------------ | ------------ | ------------------- | ----- | -------------------- | -------------- | ------------------------------------ |
| Utby 1:1  | Gravfält     |              | Utby, Västergötland |       | 58.657873, 13.929907 | 10207700010001 | Ladda upp en bild av detta fornminne |
| Utby 4:1  | Stensättning |              | Utby, Västergötland |       | 58.646998, 13.877037 | 10207700040001 | Ladda upp en bild av detta fornminne |
| Utby 16:1 | Minnesmärke  |              | Utby, Västergötland |       | 58.656243, 13.912274 | 10207700160001 | Ladda upp en bild av detta fornminne |
| Utby 18:1 | Hällristning |              | Utby, Västergötland |       | 58.629498, 13.918471 | 10207700180001 | Ladda upp en bild av detta fornminne |
| Utby 20:1 | Stensättning |              | Utby, Västergötland |       | 58.633333, 13.894517 | 10207700200001 | Ladda upp en bild av detta fornminne |
| Utby 21:1 | Röse         |              | Utby, Västergötland |       | 58.630787, 13.895686 | 10207700210001 | Ladda upp en bild av detta fornminne |